# Ancel Keys
Pour les articles homonymes, voir Keys.
Ancel Benjamin Keys, né le 2 janvier 1904 à Colorado Springs et mort à  Minneapolis le 20 novembre 2004, est un scientifique américain qui a étudié l'influence du régime alimentaire sur la santé. Il est surtout connu pour ses recherches sur le lien entre la nutrition et les maladies cardio-vasculaires qui le menèrent à promouvoir le régime méditerranéen. Son nom est aussi lié à la création de la Ration K qui constitua en 1944 la portion quotidienne d'aliments pour les troupes aéroportées des armées alliées.

## Biographie
Il obtient un diplôme en économie et science politique à l'université de Californie de Berkeley en 1925 et un doctorat en biologie et océanographie à l'université de San Diego en 1929. En 1938, il obtient un second doctorat en physiologie à l'université de Cambridge au Massachusetts. De 1934 à 1936, il fut professeur assistant à l'université Harvard et en 1937 à l'université du Minnesota. Dans cette dernière université, il fonda le laboratoire d'hygiène physiologique, qu'il dirigea de 1939 jusqu'à la fin de sa carrière en 1975.
À sa retraite, il s'installe en Italie sur la côte du Cilento à Pioppi, un village de pêcheurs de la commune de Pollica. Dans cette localité — où il demeura plusieurs décennies — il mit à profit ses observations sur les pratiques alimentaires de la population locale pour conclure que le régime méditerranéen contribuait à une meilleure santé.
Il mourut à Minneapolis deux mois avant de célébrer ses 101 ans.
La revue américaine Time Magazine lui dédia sa couverture en janvier 1961.

## L'étude des 7 pays
Une première étude menée à bien à Naples dans les années 1950 permit à Ancel Keys de constater que les accidents cardiovasculaires n'affectaient que les riches napolitains qui avaient une alimentation plus riche en viande que les classes populaires.
Plus tard, l'étude des sept pays consista à comparer les habitudes alimentaires de différents pays, choisis par Ancel Keys. Cette étude est souvent citée comme une preuve de la pertinence de l'hypothèse lipidique mais comporte au moins un biais majeur : Ancel Keys choisit des pays dont les résultats permettent de valider sa théorie (Grèce, Finlande, Pays-Bas, États-Unis, Yougoslavie, Japon, Italie). Des pays comme la France (à l'époque : taux de cholestérol plus élevé que la moyenne des pays avec pourtant un risque cardiovasculaire parmi les plus faibles constatés) sont volontairement ignorés dans le but de valider la théorie. Des statisticiens contesteront les résultats de l'étude mais Ancel Keys finira tout de même par s'imposer par la publication d'une autre étude appuyée par des fonds importants[réf. nécessaire] et reposant sur les mêmes principes.
Sa théorie s'imposera donc comme référence et promulguera l'idée du cholestérol comme facteur de risque cardiovasculaire sur un plan international.